# Церква Покрови Пресвятої Богородиці (Дітківці)
Церква Покрови Пресвятої Богородиці в Дітківцях — парафія і храм греко-католицької громади Залозецького деканату Тернопільсько-Зборівської архієпархії Української греко-католицької церкви в селі Дітківці Тернопільського району Тернопільської области.
Оголошена пам'яткою архітектури місцевого значення.

## Історія церкви
Дерев'яна церква збудована у 1803 році, а кам'яний храм — у 1901 році. У 1996 році до храму добудували захристію. Церква діє з 1803 року. Вона належала до УГКЦ до 1946 року, а з липня 1991 року парафія повернулася в її лоно.
Іконостас, створений у 2010 році Мирославом Галасем, Василем Возняком, Зеновієм Біловусом та Василем Каліщуком, був виготовлений за пожертви парафіян. У цьому ж році художники Іван Кузик, Володимир Дорош і Михайло Мацюх виконали розписи. Храм освятив владика Василій Семенюк 19 серпня 2011 року.
Єпископська візитація владики Василія Семенюка відбулася у 2011 році. При парафії діють Марійська та Вівтарна дружини, а також спільнота Апостольство молитви. На території парафії встановлено дві фігури Божої Матері, фігура святого Миколая, хрест на честь 1000-ліття Хрещення Руси-України, хрест на честь скасування панщини і фігура Тверезості.

## Парохи
- о. Тарновський (1852—1882),
- о. Качуровський (1882—1883),
- о. Літновський (1883—1902),
- о. Грушка (1902),
- о. Костик (1902—1904),
- о. Біляк (1904—1907),
- о. Скоморовський (1907—1926),
- о. Теодор Ліщинський (1926—1946),
- о. Володимир Борис (1990—1991),
- о. Михайло Пошва (1991—1994),
- о. Василь Жолнович (з 1994).